# Filippo Luigi di Schleswig-Holstein-Sonderburg-Wiesenburg
Filippo Luigi di Schleswig-Holstein-Sonderburg-Wiesenburg (Bottrop, 27 ottobre 1620 – Schneeberg, 10 marzo 1689) è stato il primo duca di Schleswig-Holstein-Sonderburg-Wiesenburg dal 1664 al 1685.

## Biografia
Era il figlio minore di Alessandro di Schleswig-Holstein-Sonderburg e di Dorotea di Schwarzburg-Sondershausen, figlia del conte Giovanni Günther I di Schwarzburg-Sondershausen.
Trascorse la sua giovinezza a Assia. Nel 1663 acquisì il distretto di Wiesenburg/Mark, con il castello di Wiesenburg e la città di Kirchberg e 20 villaggi, dall'elettore Giovanni Giorgio II di Sassonia, con il quale intratteneva buoni rapporti. Il castello Wiesenburg divenne la sua residenza e diede il nome alla sua discendenza.
Nel 1668 nominò Johann Winckler come tutore dei suoi figli presso il castello.
Investì nel settore minerario nelle città di Schneeberg e di Neustädtel. Inizialmente non sembrò trarne vantaggi economici, ma negli anni 1670 ne ricavò grandi profitti e divenne un ricco imprenditore minerario. 
Fino al 1672 fu maresciallo e luogotenente imperiale in un reggimento di corazzieri.
Ristrutturò completamente il suo castello e nel 1675 lo cedette insieme al feudo per 100 000 talleri al figlio maggiore, Federico (1651-1724). Nel 1686 acquistò la città di Oberkotzau.
Fino alla sua morte, avvenuta il 10 marzo 1689, visse con il suo vecchio amico Veit Hans Schnorr von Carolsfeld a Schneeberg.

## Matrimoni e figli
Si sposò la prima volta a Lemgo il 15 novembre del 1643 con Caterina, figlia del conte Cristiano di Waldeck-Wildungen. Dal matrimonio nacquero due figli:
- un bambino senza nome (1645-1645)
- Dorotea Elisabetta (1645-1725), sposata nel 1661 a Georg Ludwig Conte von Sinzendorf-Neuburg (*1616 +1681), Cancelliere Imperiale, Cavaliere dell'Ordine del Toson d'Oro.

Si sposò la seconda volta con Anna Margherita di Assia-Homburg, figlia di Federico I d'Assia-Homburg il 5 maggio del 1650 a Bad Homburg. Dall'unione nacquero 15 figli:
- Federico (1651–1724)
- Giorgio Guglielmo (1652-1652)
- Sofia Elisabetta (1653–1684), che sposò Maurizio di Sassonia-Zeitz
- Carlo Luigi (1654–1690)
- Eleonora Margherita (1655–1702)
- Cristiana Amalia (1656–1666)
- Anna Guglielmina (1657-1657)
- Giovanni Giorgio (1658-1658)
- Leopoldo Giorgio (1660-1660)
- Guglielmo Cristiano (1661–1711)
- Federica Luisa (1662–1663)
- Sofia Maddalena (1664–1720)
- Anna Federica Filippina (1668-1713), che sposò Federico Enrico di Sassonia-Zeitz-Pegau-Neustadt
- un bambino senza nome (1666-1666)
- Giovanna Luisa Maddalena (1668–1732)

Filippo Luigi si sposò per la terza volta a Greiz il 28 luglio 1688 con Cristina Maddalena, la figlia del conte Enrico I di Reuss da Obergreiz. Dall'unione non nacquero figli.

## Ascendenza
|                                                           |                           |                                           | Genitori                          |  |  | Nonni |  |  | Bisnonni                   |  |  | Trisnonni               |  |
|                                                           |                           |                                           |                                   |  |  |       |  |  | Cristiano III di Danimarca |  |  | Federico I di Danimarca |  |
|                                                           |                           |                                           |                                   |  |  |       |  |  | Cristiano III di Danimarca |  |  | Federico I di Danimarca |  |
|                                                           |                           | Anna del Brandeburgo                      |                                   |  |  |       |  |  | Cristiano III di Danimarca |  |  |                         |  |
| Giovanni di Schleswig-Holstein-Sonderburg                 |                           |                                           |                                   |  |  |       |  |  | Cristiano III di Danimarca |  |  |                         |  |
|                                                           |                           | Dorotea di Sassonia-Lauenburg             | Magnus I di Sassonia-Lauenburg    |  |  |       |  |  |                            |  |  |                         |  |
|                                                           |                           | Dorotea di Sassonia-Lauenburg             | Magnus I di Sassonia-Lauenburg    |  |  |       |  |  |                            |  |  |                         |  |
|                                                           |                           | Dorotea di Sassonia-Lauenburg             | Caterina di Braunschweig-Lüneburg |  |  |       |  |  |                            |  |  |                         |  |
| Alessandro di Schleswig-Holstein-Sonderburg               |                           | Dorotea di Sassonia-Lauenburg             |                                   |  |  |       |  |  |                            |  |  |                         |  |
|                                                           |                           | Ernesto III di Brunswick-Grubenhagen      | …                                 |  |  |       |  |  |                            |  |  |                         |  |
|                                                           |                           | Ernesto III di Brunswick-Grubenhagen      | …                                 |  |  |       |  |  |                            |  |  |                         |  |
|                                                           |                           | Ernesto III di Brunswick-Grubenhagen      | …                                 |  |  |       |  |  |                            |  |  |                         |  |
| Elisabetta di Brunswick-Grubenhagen                       |                           | Ernesto III di Brunswick-Grubenhagen      |                                   |  |  |       |  |  |                            |  |  |                         |  |
|                                                           |                           | Margherita di Pomerania-Wolgast           | …                                 |  |  |       |  |  |                            |  |  |                         |  |
|                                                           |                           | Margherita di Pomerania-Wolgast           | …                                 |  |  |       |  |  |                            |  |  |                         |  |
|                                                           |                           | Margherita di Pomerania-Wolgast           | …                                 |  |  |       |  |  |                            |  |  |                         |  |
| Filippo Luigi di Schleswig-Holstein-Sonderburg-Wiesenburg |                           | Margherita di Pomerania-Wolgast           |                                   |  |  |       |  |  |                            |  |  |                         |  |
|                                                           | Günther XL di Schwarzburg | Enrico XXXI di Schwarzburg-Blankenburg    |                                   |  |  |       |  |  |                            |  |  |                         |  |
|                                                           | Günther XL di Schwarzburg | Enrico XXXI di Schwarzburg-Blankenburg    |                                   |  |  |       |  |  |                            |  |  |                         |  |
|                                                           | Günther XL di Schwarzburg | Maddalena di Hohnstein                    |                                   |  |  |       |  |  |                            |  |  |                         |  |
| Giovanni Günther I di Schwarzburg-Sondershausen           | Günther XL di Schwarzburg |                                           |                                   |  |  |       |  |  |                            |  |  |                         |  |
|                                                           |                           | Elisabetta di Isenburg-Büdingen-Ronneburg | Filippo di Isenburg-Ronneburg     |  |  |       |  |  |                            |  |  |                         |  |
|                                                           |                           | Elisabetta di Isenburg-Büdingen-Ronneburg | Filippo di Isenburg-Ronneburg     |  |  |       |  |  |                            |  |  |                         |  |
|                                                           |                           | Elisabetta di Isenburg-Büdingen-Ronneburg | …                                 |  |  |       |  |  |                            |  |  |                         |  |
| Dorotea di Schwarzburg-Sondershausen                      |                           | Elisabetta di Isenburg-Büdingen-Ronneburg |                                   |  |  |       |  |  |                            |  |  |                         |  |
|                                                           |                           | Antonio I di Oldenburg                    | Giovanni V di Oldenburg           |  |  |       |  |  |                            |  |  |                         |  |
|                                                           |                           | Antonio I di Oldenburg                    | Giovanni V di Oldenburg           |  |  |       |  |  |                            |  |  |                         |  |
|                                                           |                           | Antonio I di Oldenburg                    | Anna di Anhalt-Zerbst             |  |  |       |  |  |                            |  |  |                         |  |
| Anna di Oldenburg-Delmenhorst                             |                           | Antonio I di Oldenburg                    |                                   |  |  |       |  |  |                            |  |  |                         |  |
|                                                           |                           | Sofia di Sassonia-Lauenburg               | Magnus I di Sassonia-Lauenburg    |  |  |       |  |  |                            |  |  |                         |  |
|                                                           |                           | Sofia di Sassonia-Lauenburg               | Magnus I di Sassonia-Lauenburg    |  |  |       |  |  |                            |  |  |                         |  |
|                                                           |                           | Sofia di Sassonia-Lauenburg               | Caterina di Braunschweig-Lüneburg |  |  |       |  |  |                            |  |  |                         |  |
|                                                           |                           | Sofia di Sassonia-Lauenburg               |                                   |  |  |       |  |  |                            |  |  |                         |  |